# الفاشر
الفاشر (به عربی: الفاشر) شهری در استان دارفور شمالی کشور سودان است که جمعیت آن در سرشماری سال ۱۹۹۳ میلادی ۱۴۱٫۸۸۴ نفر بوده و در سال ۲۰۰۷ میلادی ۲۷۶٫۹۱۲ نفر تخمین زده شده است.